# 交替式
交替式（こうたいしき）は、日本の律令官吏が交替する際の事務引継ぎに関する法規集である。勘解由使により編纂・集成され、官吏交替の手続きは交替式に則して行われた。

## 沿革
律令制が本格的に施行された8世紀のうちから、官吏、特に国司交替の手続きに関する法令（詔勅・太政官符）を集成した私撰の「交替式」と呼ばれる書物が存在していた。しかし、私撰「交替式」には内容の不備も多数あった。
797年（延暦16年）頃に国司交替の際に行政実績を監査する勘解由使が設置された。当時、国司交替に当たって手続きの不備や前任・後任の間の紛争が多発しており、国司交替の手続きを明確化する必要が生じていた。そして803年（延暦22年）、勘解由使の菅野真道により『撰定交替式』（延暦交替式）が編纂され、桓武天皇の裁可を得て、正式な国司交替の例規として扱われた。
824年（天長元年）以降、国司（外官）だけでなく内官（在京の官吏）も勘解由使の監査対象となった。867年（貞観9年）頃、内外官の交替手続きに関する法令を集成した『新定内外官交替式』（貞観交替式）が勘解由使においてまとめられた。以後、内外官の事務引継ぎは同交替式に依ることとなる。
10世紀前期、律令官制の再構築を図る醍醐天皇が、延喜格式の編纂事業を開始すると、その一環として交替式の再編纂も行われた。編纂作業は911年（延喜11年）に始まり、921年（延喜21年）に『内外官交替式』（延喜交替式）として完成した。これが最後の交替式となった。
なお、施行当時より慣例的に「交替式」と呼ばれてきているが、律令法における格式のおける考え方からすれば、これは「格」にあたるのではないかとする意見もある。

## 各交替式の概要
撰定交替式（延暦交替式）
成立：803年（延暦22年）、編者：菅野真道ら、1巻41条。
新定内外官交替式（貞観交替式）
施行：868年（貞観10年）、編者：南淵年名らか、上下2巻。
内外官交替式（延喜交替式）
成立：921年（延喜21年）、編者：橘澄清ら、1巻192条。